# Jacqueline Heurtault
Jacqueline Heurtault (* 6. April 1936 in Paris; † 25. Januar 2000 in Paris) war eine französische Arachnologin und Höhlenforscherin.
Ihre Arbeiten galten den höhlenbewohnenden Spinnentieren, den Geißelspinnen, Geißelskorpionen und Palpenläufern, sowie der Systematik der Pseudoskorpione. Sie strebte in ihren Arbeiten nach einer ganzheitlichen Sicht der Arten, einschließlich ihrer Anatomie, Ökologie, Systematik, Sexualverhalten so wie Interaktion verschiedener Arten (Probiose).
Jacqueline Heurtault untersuchte zunächst die Effekte von Colchicin bei Gewebetransplantation an Mäusen am Institut für vergleichende Anatomie unter R. M. May an der Pariser Orsay-Universität. 1962 wechselte sie an das Laboratoire de Zoologie (Arthropodes) des Muséum national d’histoire naturelle (MNHN), wo sie unter Anleitung von Max Vachon ihre Diplomarbeit schrieb. Ihre Doktorarbeit mit dem Thema „Beitrag zur biologischen und anatomisch-physiologischen Kenntnis der Pseudoskorpione“ legte sie 1972 vor.
Seit 1973 war sie Dozentin und 1988 wurde sie als Leiterin des Laboratoire verpflichtet. 1992 wurde Jacqueline Heurtault als Professorin berufen und leitete zusammen mit Max Goyffonn einen Postgraduierten-Kurs für giftige Tiere am MNHN.
Sie führte zunächst Untersuchungen über höhlenbewohnende Spinnen in den Tunneln der Pariser U-Bahn durch. Sie forschte außerdem in den Departements Herault, Gard, Bouches-du Rhône, Ardèche und Korsika sowie in Europa, in der Schweiz und Griechenland, aber auch in Algerien. Heurtault entdeckte dabei etliche neue Arten von Pseudoskorpionen, die als Relikte gelten. Neben paläobiogeographischen Erkenntnissen lieferte sie auch Beiträge zur Systematik der Spinnentiere. Dabei entstand eine Vielzahl von Fachbeiträgen. Ihr Wissen über die höhlenbewohnenden Pseudoskorpione der Welt veröffentlichte sie zuletzt 1994 in der Encyclopaedia Biospeologica.
Jacqueline Heurtault war seit 1968 stellvertretende Generalsekretärin und seit 1983 Generalsekretärin des International Centre for Documentation Arachnologist (CIDA), aus der 1998 auch dank ihrer Bemühungen die internationale arachnologische Gesellschaft (ISA) hervorging. Sie gab außerdem zunächst zusammen mit Françoise Saunier (bis zu dessen Tode 1985) jährlich das World Directory of Arachnologist, eine jährliche Liste und Würdigung der weltweit durchgeführten Arbeiten der Arachnologie, heraus.